# Iguazú (departement)
Iguazú is een departement in de Argentijnse provincie Misiones. Het departement (Spaans:  departamento) heeft een oppervlakte van 2.736 km² en telt 66.539 inwoners.

## Plaatsen in departement Iguazú
- Colonia Wanda
- Puerto Esperanza
- Puerto Iguazú
- Puerto Libertad